# 山本讓二
山本讓二（1950年2月1日—）是日本的演歌歌手、演員，出生於山口縣下關市。所屬事務所是喬治・Promotion，現在所屬唱片公司是帝蓄娛樂。
另外，作為歌手的拉丁文表記是George Yamamoto。

## 来歴・人物

### 甲子園出場
1967年早鞆高等學校時代，夏天的甲子園出場。即使輸給松商學園（長野），雖然是代打出場，但是打出了安全打（內場安全打）。

### 懷才不遇的年代
想成為演歌歌手進京。為工作輾轉各地。俱樂部的男侍應生時代，喝光客人留下的啤酒。抽了很多香煙的香煙頭。搞壞肝臟不得已回老家，悄悄地送去療養。在母親的申斥下，22歲下定決心再次進京。再次改換工作，一邊在零食店打工，一邊做為吉他手繼續獨奏獨唱2年。受到偶然來店的濱圭介的邀請進入了演藝圈。1974年電影「緊急追捕令」中，用「伊達春樹」的藝名以『夜霧的你』（夜霧のあなた）初次亮相，不料，突然半途而廢，演藝生涯再一次站到了懸崖的邊緣。

### 和北島三郎相遇
最後下定決心到北島三郎的工作場所去過好多次，去時都低垂著頭，重複十數次的時候突然被北島交付了包包。即是「隨從秘書」的意義，此後兩年擔任北島的服侍人。是年25歲。把這個做為契機，1976年，在讀賣電視製作的歌謠試聽節目（歌謡Audition番組）「全日本歌謠冠軍」（當時由濱村淳主持）出場。以本名「山本讓二」在波麗佳音（ポニーキャニオン）再次初亮相。一段時間之後沉寂下來。

### 陸奧孤獨之旅大熱
1980年30歲的時候發表『陸奧孤獨之旅』（みちのくひとり旅）。據說北島說過一句「如果這曲也不好賣的話，那就不要當歌手了（この曲で駄目（売れない）なら、もう（歌手を）諦めろ）」。可是這個曲子發行當初並不暢銷，成為賣座也是十個月以後的事。這樣的時間過了近一年。1981年，在富士電視的「夜之Hit Studio」（夜のヒットスタジオ）裏作為引人注目的曲子演出，引起極大的回響，令『陸奧孤獨之旅』從此大熱起來，這一年山本31歲。
『陸奧孤獨之旅』獲得1981年末的「第23次日本唱片大獎」長期暢銷商品獎（ロング・セラー賞），山本並且憑此曲首度入選1981年「第32回紅白歌合戰」。最終的唱片銷售額創造了130萬張（件）的記錄。再者，該曲子流行的時候，用某電視台節目的規劃，在甲子園球場的投手台獨唱這個曲子，TBS電視的「The Best Ten」，也有赤裸上半身一邊暴露兜襠布一邊歌唱的事。
對於北島三郎的知遇之恩，山本譲二視為“親父”而不只是“兄弟仁義”。代表性的歌曲有『陸奧孤獨之旅』，『你是旅行的結束』（旅の終りはお前），『奧入瀨』，『鮮花也好暴風雨也好』（花も嵐も），『無名花乾杯』（名もない花に乾杯を），『浪漫-ROMAN-（「憲三郎與喬治山本」）』等等。

### 出演歷史劇
1997年朝日電視出演『暴坊將軍』，表演滅火組（目組）的組頭「長次郎」角色博得好評。（北島親自拜託：「能接替自己的只有山本。」）從VIII系列到800回特集扮演了長次郎。
其他方面，松平健，田村亮，北島三郎，高島忠夫，松金米子，生稻晃子，名古屋章，中村亞芝沙，松下惠也參與演出。

### 轉會到帝蓄娛樂
平成年間演歌行業急速衰退，1999年從屬的波麗佳音決定演歌・流行歌曲部門廢止。由於這個緣故山本轉會到帝蓄娛樂，2000年發售轉會後第1張單曲『鮮花也好暴風雨也好』（花も嵐も）。

### 社會人棒球
2005年，表明了設立山口縣社會人棒球俱樂部隊的計劃。隊伍名「山口きららMountG」，親自就任總監督。據說以出席「城市棒球對抗大會」作為目標。

### 從事務所獨立
2007年1月1日開始，從北島音樂事務所獨立出來，啟動了個人事務所「喬治・Promotion」。是所謂「暖簾分」（表示經過家族許可後分家自創店號或沿襲店號的意思）的形式，現在的北島音樂事務所也有以「業務提攜」的方式加強關聯的意思。

### 病情坦白
2009年7月，右耳內出現良性腫瘤的事雖然變得清楚了，但是進行消除手術臉部麻痹有可能留存的事，到博客發表了是不是動手術的迷惑。
7月23日，出演福岡放送『めんたいwide』。雖然決定出演，山本談了事情的經緯和往後的打算。左耳安上聽覺補助器終於達到普通聽力的狀態，發表了「粉絲鼓勵的消息成為我的力量」之類的感言。

### 地方数字化的代理人
2010年，以“関門喬治”的名被「関門地方数字化推薦隊」任命為隊長。任命權者不明，不過，是任命全國名人的「地方數字化支援隊」的一種。由於老師北島從前一年開始已經應數字廣播推進協會（Dpa）的請求「地方数字化精神！領唱」作曲、歌唱對電視數字化的貢獻，被總務省同提名為「地方數字化支援隊」隊員這樣的經緯。

### 交友轶事
酒醉後在前川清的家使用洗浄便座（Washlet），把廁所水淹這樣的小故事。那個前川和吉幾三是好友。
和鳥羽一郎兩人喝了一升的日本酒。ウチくる!?是演出時的發言，不過，這個時候從第1軒目持續喝啤酒、燒酒等，在節目的中途完全喝醉。

## 代表曲
1. 『夜霧的你』（夜霧のあなた） ※伊達春樹名義　1974年7月25日發售
2. 『回家吧』（帰っておいで） ※伊達春樹名義　1975年2月25日發售
3. 『來到我的身邊吧』（そばにおいでよ） ※山本讓二再Debut 1976年7月25日發售
4. 『北物語』（北ものがたり） 1978年9月21日發售
5. 『眉子／男的影法師』（眉子／男の影法師） 1979年7月21日發售
6. 『陸奧孤獨之旅』（みちのくひとり旅 作詞：市場馨、作曲：三島大輔）　1980年8月5日發售
7. 『你是旅行的結束』（旅の終りはお前 作詞：市場馨、作曲：三島大輔）　1982年1月1日發售
8. 『枸橘的故鄉』（からたちのふるさと 作詞：市場馨、作曲：杉本直人）　1982年6月21日發售
9. 『抱歉喲』（ごめんよ 作詞：山田孝雄、作曲：濱圭介）　1982年10月21日發售
10. 『湘南哀歌』（湘南哀歌 作詞：阿久悠、作曲：宇崎龍童）　1983年5月21日發售
11. 『海鳴』（海鳴り 作詞：吉田旺、作曲：三島大輔）　1983年9月5日發售
12. 『Rolling Stone』（ローリング・ストーン 作詞：秋元康、作曲：後藤次利） ※映画「唐獅子株式会社」主題歌　1983年12月5日發售
13. 『夢女人』（夢おんな 作詞：廣田文男、作曲：叶弦大）　1984年3月21日發售
14. 『小樽出發・前往利尻』（小樽発・利尻行き 作詞：木村正之、作曲：工籐義榮）　1984年6月5日發售
15. 『奥州路』（奥州路 作詞：石原信一、作曲：三島大輔）　1984年8月5日發售
16. 『北情歌』（北情歌 作詞：山田孝雄、作曲：幸耕平）　1985年4月21日發售
17. 『男人的詩』（男詩 作詞：阿久悠、作曲：圓廣志）　1985年10月21日發售
18. 『長州之男』（長州の男 作詞：星野哲郎、作曲：原讓二）　1986年5月21日發售
19. 『望鄉時雨』（望郷しぐれ 作詞：水木れいじ、作曲：圓廣志）　1986年9月21日發售
20. 『象夜叉一樣地』（夜叉のように 作詞：阿久悠、作曲：幸耕平）　1987年5月21日發售
21. 『夕陽』（夕陽 作詞：荒木とよひさ、作曲：平尾昌晃）　1988年2月21日發售
22. 『酒窩』（えくぼ 作詞：星野哲郎、作曲：原讓二）　1989年3月21日發售
23. 『一個人懊悔的哭泣喲』（ひとりで泣くなよ 作詞：さいとう大三、作曲：馬飼野俊一）　1989年11月21日發售
24. 『時光也流逝』（時は流れても 作詞：吉岡治、作曲：岡千秋）　1990年4月21日發售
25. 『嘿吆祭』（ワッショイまつりっこ ※CX打開吧！朋基基（ひらけ！ポンキッキ）插曲） 1990年10月21日發售
26. 『揚子江』（揚子江 作詞・作曲：吉幾三）　1992年5月21日發售
27. 『奥入瀬』（奥入瀬 作詞：北山文化、作曲：櫻庭伸幸）　1992年6月21日發售
28. 『…夢・想・人…MUSOUJIN』（…夢・想・人…MUSOUJIN 作詞：北山文化、作曲：武野良）　1993年6月2日發售
29. 『七夕月【萩花開放時】』（七夕月【萩の花咲く頃】 作詞：星野哲郎、作曲：三島大輔）　1993年9月17日發售
30. 『染花』（花 染められて 作詞：麻ごよみ、作曲：美樹克彦）　1994年2月18日發售
31. 『關門海峽』（関門海峡 作詞・作曲：琴五郎）　1994年7月21日發售
32. 『棒的哀愁』（棒の哀しみ 作詞：藤波研介、作曲：大野弘也・映画「棒的哀愁」主題歌）
33. 『黃昏里的二人【與葉和貴子的二重奏】』（黄昏にふたり【叶和貴子とデュエット】 作詞：松本礼兒、作曲：近江孝彦）　1994年10月21日發售
34. 『在閃耀的風中』（きらめく風の中で 作詞：松本礼兒、作曲：山本讓二）　1995年3月1日發售
35. 『夢街道』（夢街道 作詞・作曲：琴五郎、補作詞：原讓二）　1995年7月5日發售
36. 『星空的安魂歌（安魂曲）』（星空の鎮魂歌（レクイエム）－津田恒実投手に捧ぐ－ 作詞：丹古晴巳、作曲：山本讓二）　1995年7月21日發售
37. 『因此…是那樣【與呀呀的二重奏】』（だから…そうね【ややとデュエット】 作詞：荒木とよひさ、作曲：濱圭介）　1996年3月6日發售
38. 『浪漫-ROMAN-【隧道二人組的木梨憲武與「憲三郎＆喬治山本」二重奏】』（浪漫-ROMAN-【とんねるずの木梨憲武とデュエット「憲三郎＆ジョージ山本」として】 作詞・作曲：原讓二）　1996年5月17日發售
39. 『美麗的大地喲』（美しい大地よ 作詞：一倉宏、作曲：James Shimoji・三得利 大地和水的恩惠之歌） 1996年10月18日發售
40. 『只有一個你』（あなたしかいらない 作詞：大津明、作曲：濱圭介）　1997年4月18日發售
41. 『變成你的歌』（君の歌になろう 作詞：やしろよう、作曲：濱圭介）　1997年9月19日發售
42. 『外邊雨…』（外は雨が… 作詞：大津明、作曲：濱圭介）　1998年4月1日發售
43. 『我沒有』（俺がいるじゃないか 作詞：建石一、作曲：徳久廣司）　1998年5月20日發售
44. 『痛苦流浪…著』（放浪う…ままに 作詞：田久保真見、作曲：濱圭介）　1998年6月17日發售
45. 『永遠…沖繩』（いつまでも…沖縄 作詞・作曲：吉幾三）　1999年3月17日發售
46. 『鮮花也好暴風雨也好』（花も嵐も 作詞：たかたかし、作曲：弦哲也） 2000年2月1日發售
47. 『謝謝你』（おまえにありがとう 作詞：たかたかし、作曲：弦哲也）　2001年2月1日發售
48. 『幸福的青鳥』（しあわせの青い鳥 作詞：たかたかし、作曲：弦哲也）　2001年8月1日發售
49. 『都市的搖籃曲』（都会の子守歌 作詞：たかたかし、作曲：弦哲也）　2002年2月1日發售
50. 『與你生活』（おまえと生きる 作詞：悠木圭子、作曲：鈴木淳）　2002年8月1日發售
51. 『邂逅…東京【與朝丘雪路的二重奏】』（めぐり逢い…東京【朝丘雪路とデュエット】 作詞：たかたかし、作曲：弦哲也）　2002年12月18日發售
52. 『生活』（生きる 作詞：星野哲郎、作曲：原讓二）　2003年2月1日發售
53. 『流浪之歌』（放浪～さすらい～ 作詞：たかたかし、作曲：弦哲也）　2003年7月9日發售
54. 『話故鄉』（ふるさとのはなしをしよう 作詞：伊野上のぼる、作曲：Kida・taro（日语：キダ・タロー））※原創北原謙二 2004年2月1日發售
55. 『想要幸福』（倖せあげたい 作詞：仁井谷俊也、作曲：弦哲也）　2004年7月22日發售
56. 『無名花乾杯』（名もない花に乾杯を 作詞：城岡檸衣、作曲：弦哲也）　2005年2月1日發售
57. 『風鈴』（風鈴 作詞・作曲：津島一郎）　2006年2月1日發售
58. 『新宿的月』（新宿の月 作詞：城岡檸衣、作曲：弦哲也）　2006年8月2日發售
59. 『二度思慕的女人』（二度惚れの女【所ジョージとデュエット（「譲二さんと所さん」として）】 作詞・作曲：所喬治）　2006年9月27日發售
60. 『根』（ねっこ君 作詞：里乃塚玲央、作曲：小杉保夫・NHK「大家的歌（日语：みんなのうた）」的主題曲）　2006年12月20日發售
61. 『高杉晋作』（高杉晋作 作詞・作曲：津島一郎）　2007年1月24日發售
62. 『和你的愛慕』（惚れたおまえと 作詞：たかたかし、作曲：弦哲也）　2007年7月25日發售
63. 『哭就好了』（泣いたらいいさ 作詞：城岡檸衣、作曲：弦哲也）　2008年3月26日發售
64. 『我們的春天』（俺たちの春 作詞・作曲：山本讓二）　2009年2月1日發售
65. 『千里的道』（千里の道も 作詞：仁井谷俊也、作曲：弦哲也）　2009年10月21日發售
66. 『哀愁運河』（哀愁運河 作詞：かず翼、作曲：弦哲也）　2010年7月14日發售
67. 『旅途終點的…』（旅路の果ての… 作詞：市場馨、作曲：三島大輔）　2011年3月30日發售
68. 『心的羁絆』（こころの絆 作詞：たかたかし、作曲：弦哲也）　2012年2月1日發售

## NHK紅白歌合戰出場歷
| 年度/放送回               | 回   | 曲目                               | 對戰相手      | 備考                 |
| ------------------------- | ---- | ---------------------------------- | ------------- | -------------------- |
| 1981年（昭和56年）/第32回 | 初   | 陸奧孤獨之旅（みちのくひとり旅）   | 松村和子      |                      |
| 1982年（昭和57年）/第33回 | 2    | 你是旅行的結束（旅の終りはお前）   | 榊原郁惠      |                      |
| 1983年（昭和58年）/第34回 | 3    | 海鳴（海鳴り）                     | 高田水映      |                      |
| 1984年（昭和59年）/第35回 | 4    | 奥州路                             | 研ナオコ      |                      |
| 1985年（昭和60年）/第36回 | 5    | 男人的詩（男詩）                   | 岩崎宏美      |                      |
| 1987年（昭和62年）/第38回 | 6    | 象夜叉一樣地（夜叉のよう）         | 川中美幸      |                      |
| 1994年（平成6年）/第45回  | 7    | 關門海峽（関門海峡）               | 長保有紀      |                      |
| 1996年（平成8年）/第47回  | 番外 | 浪漫-ROMAN-                        | 瀨川瑛子      | 憲三郎＆喬治山本演出 |
| 1998年（平成10年）/第49回 | 8    | 我沒有（俺がいるじゃないか）       | JUDY AND MARY |                      |
| 2000年（平成12年）/第51回 | 9    | 鮮花也好暴風雨也好（花も嵐も）     | 藤彩子        |                      |
| 2001年（平成13年）/第52回 | 10   | 幸福的青鳥（しあわせの青い鳥）     | 藤彩子(2)     |                      |
| 2002年（平成14年）/第53回 | 11   | 與你生活（おまえと生きる）         | 田川壽美      |                      |
| 2003年（平成15年）/第54回 | 12   | 陸奧孤獨之旅（2回目）              | 長山洋子      |                      |
| 2004年（平成16年）/第55回 | 13   | 話故鄉（ふるさとのはなしをしよう） | 水森香織      |                      |

## 電視節目
- 暴坊將軍VII - Xまで（朝日電視） - 飾演 目組組頭 長次郎
- 戲劇女的手記（ドラマ女の手記「家庭崩壊を救った熱球」／1987年、東京電視）
- 我的Well歌夢（オレ達のWell歌夢／2001年 - 2003年、東京電視）司会
- 小Sub與歌友（サブちゃんと歌仲間）
- 熱血電視（山口放送）
- 隧道二人組的現場狂流!!（とんねるずの生でダラダラいかせて!!／日本電視） - 嘉賓、成爲發表「浪漫-ROMAN-」的契機。
- 周六Premium・爆笑紅地毯（土曜プレミアム・爆生レッドカーペット／2012年2月18日、富士電視）

## 廣播節目
- 山本讓二的住友（東海電台等）

## 電影
- 約束（2001年3月11日）
- 七夕之夏（チルソクの夏／2003年5月24日）

## 商業廣告（CM）
- 大鵬藥品（日语：大鵬薬品）（與北島三郎共演）
- 日本電信電話Number Display
- 德本製藥
- 花王
- 東建Corporation（日语：東建コーポレーション）
- 明治製菓
- 引越社（日语：アリさんマークの引越社）
- 日本可口可樂 GEORGIA
- P-ZONE(九州地区Local)

## 外部連結
- 山本讓二官方網站 （页面存档备份，存于）（日文）
- 山本讓二官方博客「ぶち好きやけー」 從2009年5月25日開始（日文）
- 帝蓄娛樂 山本讓二 （页面存档备份，存于）（日文）
- 棒球隊日記 （页面存档备份，存于）（日文）
- NHK山口放送局 關門☆地方數字化推薦隊本部（日文）